# Fredersdorf-Vogelsdorf

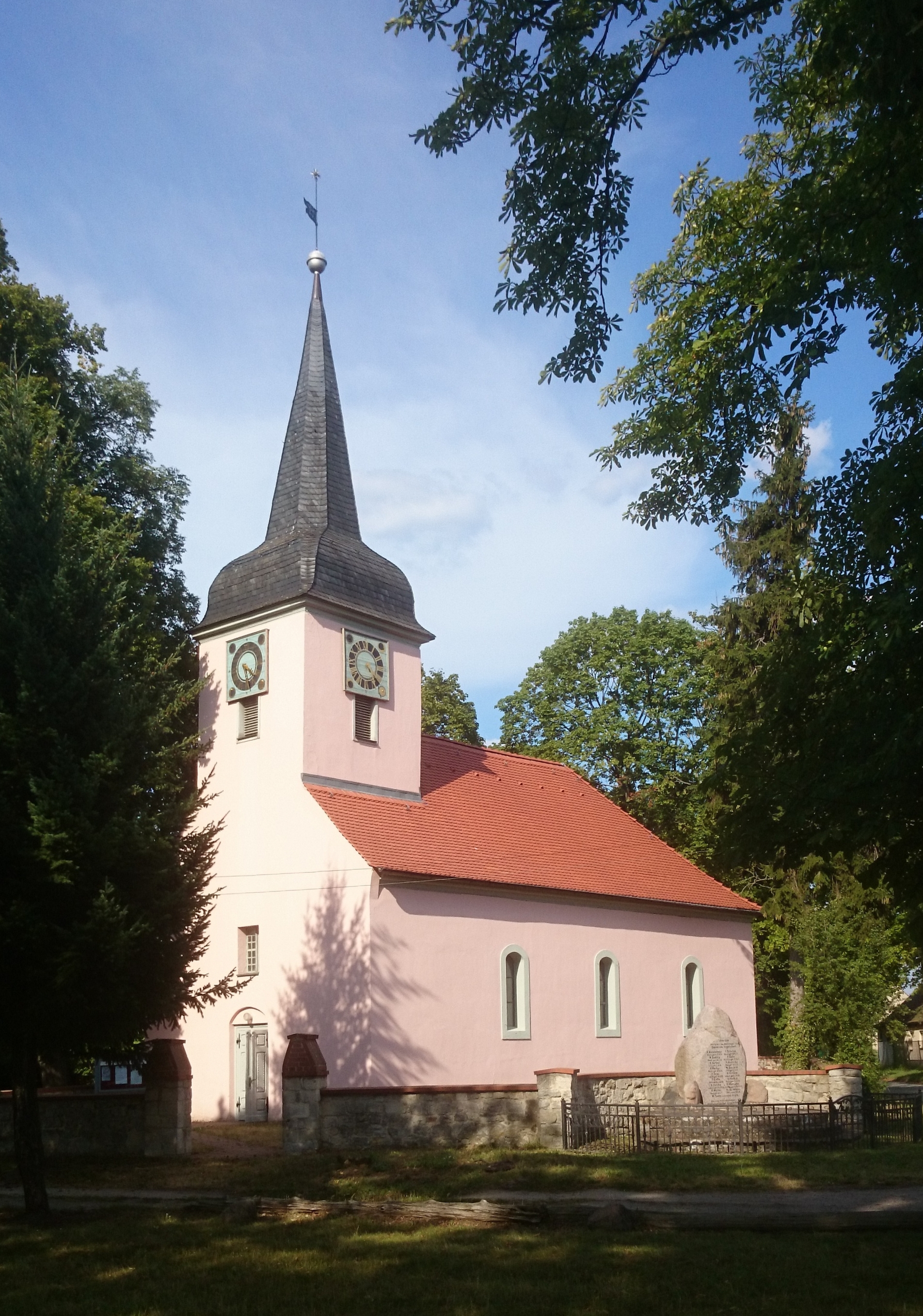
Dorfkirche Vogelsdorf

Fredersdorf-Vogelsdorf ist eine amtsfreie Gemeinde im Landkreis Märkisch-Oderland in Brandenburg (Deutschland). 

## Gemeindegliederung
Für die Gemeinde Fredersdorf-Vogelsdorf sind drei Ortsteile ausgewiesen:
- Fredersdorf Nord
- Fredersdorf Süd
- Vogelsdorf

Hinzu kommt der Wohnplatz Kolonie Fredersdorf.
Das Fredersdorfer Mühlenfließ trennt Fredersdorf Süd von Vogelsdorf. Fredersdorf Nord wird von Fredersdorf Süd durch die Ostbahn getrennt.

## Geschichte
Im Jahr 1376 wurden die Dörfer Fredersdorf und Vogelsdorf im Landbuch von Kaiser Karl IV. erstmals erwähnt.  Die wenigen bäuerlichen Einwohner wurden zwischen dem 15. und 17. Jahrhundert mehrfach von Kriegen und Krankheiten heimgesucht, ihre Häuser und Kirchen zerstört. 1710 und 1714 bauten die Dörfler ihre Kirchen aus Stein neu auf. Im Jahre 1712 ließ Siegmund von Görtzke ein Rittergut mit Herrenhaus („Schloss Fredersdorf“) bauen. Als Gutsbesitzer traten in den beiden Dörfern die Familien von Görtzke, von Podewils, Henry, Torganey, Verdrieß, von Bothe und Bohm auf.
1835 erwarb Carl Gottlob Bohm die Fredersdorfer Mühle. Ab etwa 1840 baute er seinen Betrieb in Fredersdorf immer weiter aus, neben der Mühle entstanden nun eine Eisengießerei und eine Maschinenfabrik. Er baute in seiner Fabrik Maschinen etwa zum Glätten von Marmor oder für den Bergbau. Am bekanntesten war die Mitwirkung an der Errichtung der Berliner Siegessäule. Später stellte Bohm seinem Betrieb auf die Herstellung von Apparaturen für die Spirituosenherstellung um. Er beschleunigte die Entwicklung des Ortes. Er vererbte die Fabrik an seine Söhne Paul Bohm (Schloss-Bohm) und Otto Bohm (Fabrik-Bohm). Nach dem Zweiten Weltkrieg wurden der Schloss- und Gutsbesitzer Paul Bohm und der Fabrikbesitzer Otto Bohm enteignet. Das Schloss wurde bis 1962 von sowjetischen Truppen für Truppenübungen genutzt und 1990 abgerissen. Heute befindet sich hier das Seniorenheim „Katharinenhof im Schloßgarten“.
1867 wurde die Ostbahn fertiggestellt. Am 15. September 1872 wurde die Station Petershagen (1875 in Fredersdorf umbenannt) eröffnet, wodurch auch Fredersdorf und Vogelsdorf einen Anschluss an das deutsche Eisenbahnnetz erhielten und ein industrielles und wirtschaftliches Wachstum begann. Nach dem Ersten Weltkrieg ließ die Siedlungsgesellschaft Niederbarnim im Norden von Vogelsdorf ein großes Gelände erschließen. Fredersdorf baute für seine Kommunalverwaltung 1937 ein neues Rathaus.
1957 wurde ein kleiner Bereich von Altlandsberg (Altlandsberg-Süd) in die Gemeinde Fredersdorf einbezogen. 1993 erfolgte ein Zusammenschluss der bis dahin selbstständigen Dörfer zur Gemeinde Fredersdorf-Vogelsdorf mit einer Gesamteinwohnerzahl von etwa 7000. Seitdem wuchs die Bevölkerung um etwa 85 Prozent.
Fredersdorf und Vogelsdorf gehörten seit dem Mittelalter zum Kreis Niederbarnim in der Provinz Brandenburg und ab 1952 zum Kreis Strausberg (bis 1990 im DDR-Bezirk Frankfurt (Oder), 1990–1993 im Land Brandenburg). Seit der Kreisreform 1993 liegt die Gemeinde im Landkreis Märkisch-Oderland.

## Bevölkerungsentwicklung
| Jahr | Fredersdorf | Vogelsdorf |
| ---- | ----------- | ---------- |
| 1875 | 0 550       | 0 309      |
| 1890 | 0 677       | 0 307      |
| 1910 | 1 359       | 0 407      |
| 1925 | 1 876       | 0 794      |
| 1933 | 3 096       | 1 260      |
| 1939 | 4 063       | 1 489      |
| 1946 | 4 352       | 1 505      |
| 1950 | 4 332       | 1 556      |
| 1964 | 6 442       | 1 481      |
| 1971 | 6 558       | 1 478      |
| 1981 | 5 995       | 1 332      |
| 1985 | 5 889       | 1 291      |
| 1990 | 5 568       | 1 297      |
| 1992 | 5 548       | 1 316      |

| Jahr | Fredersdorf-Vogelsdorf |
| ---- | ---------------------- |
| 1993 | 07 052                 |
| 1995 | 07 740                 |
| 2000 | 11 069                 |
| 2005 | 12 401                 |
| 2010 | 12 801                 |
| 2015 | 13 104                 |
| 2020 | 14 310                 |
| 2021 | 14 476                 |
| 2022 | 14 426                 |
| 2023 | 14 558                 |
| 2024 | 14 644                 |

Gebietsstand des jeweiligen Jahres, Einwohnerzahl: Stand 31. Dezember (ab 1991), ab 2011 auf Basis des Zensus 2011, ab 2022 auf Basis des Zensus 2022

## Politik

### Gemeindevertretung
Die Gemeindevertretung von Fredersdorf-Vogelsdorf besteht aus 22 Gemeindevertretern und dem hauptamtlichen Bürgermeister. Die Kommunalwahl am 9. Juni 2024 führte bei einer Wahlbeteiligung von 69,1 % zu folgendem Ergebnis:
| Partei / Wählergruppe                                      | Stimmenanteil 2019 | Sitze 2019 |  | Stimmenanteil 2024 | Sitze 2024 |
| ---------------------------------------------------------- | ------------------ | ---------- |  | ------------------ | ---------- |
| AfD                                                        | 16,2 %             | 3          |  | 23,4 %             | 5          |
| CDU                                                        | 21,4 %             | 5          |  | 19,5 %             | 4          |
| SPD                                                        | 09,8 %             | 2          |  | 11,1 %             | 2          |
| W.I.R. – Gemeinsam für Fredersdorf-Vogelsdorf              | 12,4 %             | 3          |  | 09,9 %             | 2          |
| Gemeinschaftlich Fair Verantwortungsbewusst (GFV)          | –                  | –          |  | 08,4 %             | 2          |
| Die Linke                                                  | 15,3 %             | 3          |  | 07,6 %             | 2          |
| Bündnis 90/Die Grünen                                      | 08,5 %             | 2          |  | 05,3 %             | 1          |
| FDP                                                        | 03,2 %             | 1          |  | 03,1 %             | 1          |
| Wählergruppe Für unsere Dörfer (FuD)                       | 02,8 %             | 1          |  | 03,0 %             | 1          |
| Kompetenz und Weitblick für Fredersdorf-Vogelsdorf (KWfFV) | –                  | –          |  | 02,8 %             | 1          |
| Bürgerforum Fredersdorf-Vogelsdorf (BFFV)                  | 07,3 %             | 2          |  | 02,1 %             | 1          |
| Einzelbewerber Christian Steinmann                         | –                  | –          |  | 02,0 %             | –          |
| Bauern und ländlicher Raum                                 | –                  | –          |  | 01,2 %             | –          |
| Einzelbewerberin Jutta Schramm                             | –                  | –          |  | 00,6 %             | –          |
| Einzelbewerber Detlef Nagel                                | 02,3 %             | –          |  | –                  | –          |
| Einzelbewerber Gert Dischler                               | 00,8 %             | –          |  | –                  | –          |
| Insgesamt                                                  | 100 %              | 22         |  | 100 %              | 22         |

### Bürgermeister
- 1993–2008: Wolfgang Thamm (CDU)[9]
- 2008–2015: Uwe Klett (Die Linke)
- seit 2015: Thomas Krieger (CDU, ab 2025 parteilos[10])

Bei der Bürgermeisterwahl am 27. September 2015 wurde Krieger als neuer Bürgermeister gewählt. Er erhielt 52,4 % der gültigen Stimmen. Der vorherige Amtsinhaber Klett wurde abgewählt, auf ihn entfielen 30,3 %. Bei der Bürgermeisterstichwahl am 8. Oktober 2023 wurde Krieger mit 66,2 % der gültigen Stimmen für weitere acht Jahre in seinem Amt bestätigt.

### Beiräte
In Fredersdorf-Vogelsdorf existieren zurzeit drei Beiräte. Der Seniorenbeirat kümmert sich um die Interessen der Senioren im Ort, zudem veranstaltet er regelmäßig Veranstaltungen. Der Bürgerbeirat Fredersdorf-Nord (kurz: BBFN) schafft ein Gehör bei der Verwaltung für die Bewohner des Ortsteils Fredersdorf-Nord. Der Kinder- und Jugendbeirat Fredersdorf-Vogelsdorf (kurz: KJBF) ist für die Vertretung der Interessen der Kinder und Jugendlichen im Ort zuständig. Er kümmert sich z. B. um die Mitgestaltung von Spielplätzen und Schulen und sorgt sich um die Schulwegsicherheit.

### Wappen
| Wappen der Gemeinde Fredersdorf-Vogelsdorf | Blasonierung: „Im von Gold und Grün gespaltenen Schild eine bewurzelte, mit Blättern und Früchten versehene Eiche in verwechselten Farben, belegt mit einer roten gestürzten und gekürzten Spitze, darin in Gold ein Vogel auf einem Ast.“ |
| Wappen der Gemeinde Fredersdorf-Vogelsdorf | Das Wappen wurde am 21. Juli 1994 durch das Ministerium des Innern genehmigt. |

### Partnerschaften
- Marquette-lez-Lille (Frankreich) seit 1999
- Sleaford (Großbritannien) seit 2009
- Skwierzyna (Polen) seit 12. Oktober 2013

Daneben existieren langjährige Kontakte zur polnischen Stadt Swarzędz.

## Sehenswürdigkeiten
In der Liste der Baudenkmale in Fredersdorf-Vogelsdorf stehen die in der Denkmalliste des Landes Brandenburg eingetragenen Baudenkmale.

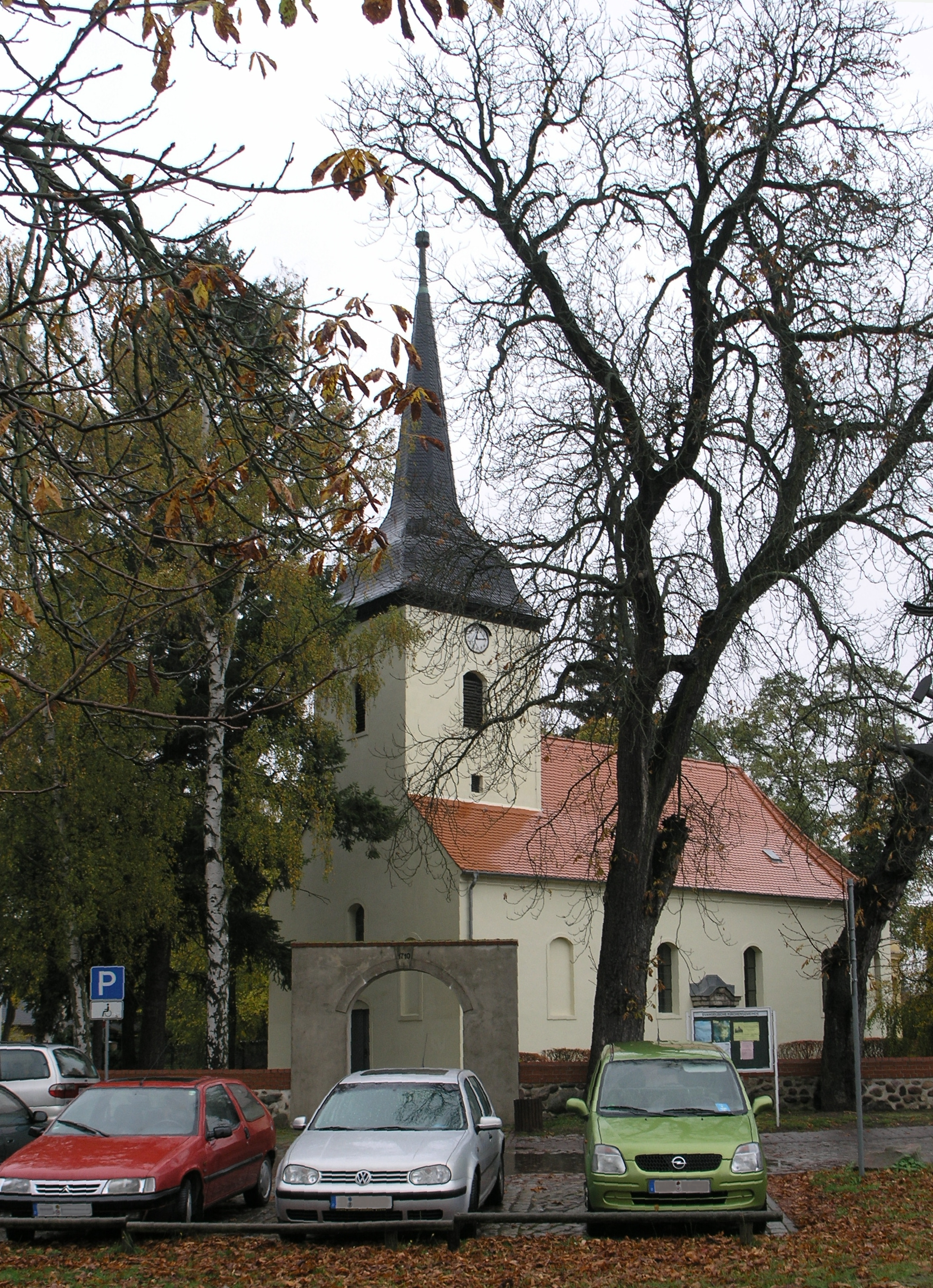
Evangelische Dorfkirche Fredersdorf

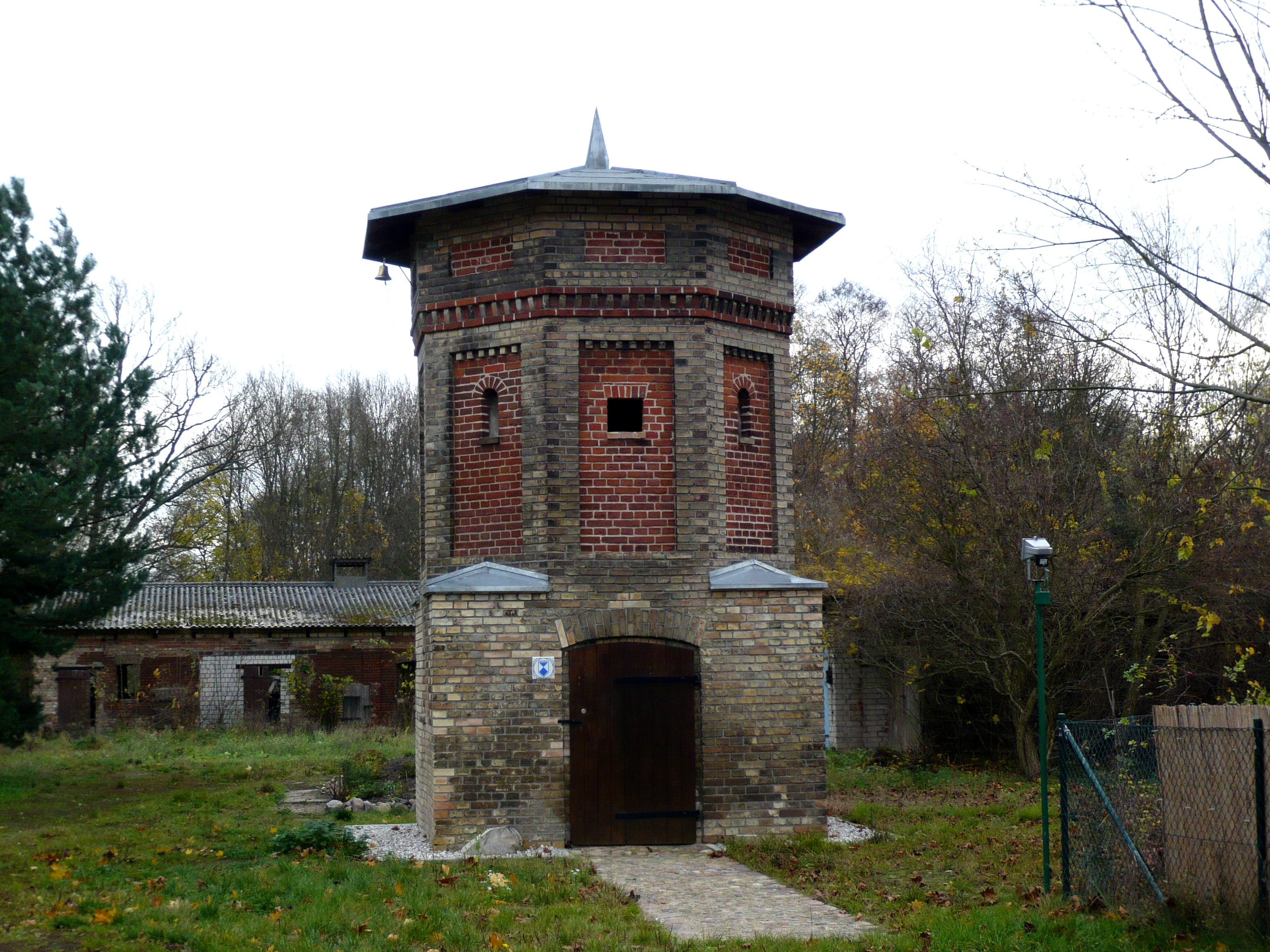
Reste des Rittergutes: Taubenturm und (im Hintergrund) der Kuhstall

- Dorfkirche Fredersdorf:
Die Kirche existiert bereits seit dem 15. Jahrhundert, wurde im Dreißigjährigen Krieg jedoch zerstört. Der damalige Patron des Dorfes, Hans Sigismund von Görtzke, finanzierte in den Jahren 1708/09 den Wiederaufbau. Der Kirchturm wurde 1801 komplett renoviert. Vor der Südseite des Gotteshauses steht der Grabstein des 1712 verstorbenen Rittmeisters von Walwitz, daneben ein Denkmal für die Gefallenen des Ersten Weltkrieges. In einer Gruft unterhalb des Turms befinden sich zehn Särge mit den verstorbenen Angehörigen des Görtzkeschen Geschlechtes. Bemerkenswert ist ein geschnitzter barocker Kanzelaltar im Kircheninneren.[16]
- Dorfkirche Vogelsdorf
- Rathaus
- Bahnhof Fredersdorf (b Berlin) mit Fußgängerbrücke (Verbindung von Fredersdorf Nord und Süd)
- Mausoleum der Familie Heinrich Graf von Podewils
- Taubenturm aus der Zeit der Erbauung der Dorfkirche. Er wurde restauriert, erhielt ein neues Dach und beherbergt heute ein kleines Museum für handwerkliche Geräte
- Mahnmal von 1951 für die Opfer des Faschismus an der Lindenallee am Platz der Freiheit von dem Bildhauer Gente
- Radrennbahn Fredersdorf, 1956 erbaut und inzwischen renoviert
- Gutshof, ehemaliges Zentrum der Gemeinde, verfallen, wird von den Bürgern und Heimatverein in Eigenregie restauriert
- Evangelischer Friedhof Fredersdorf-Süd: Friedhofskapelle, Erbbegräbnis der Familie Bohm und Lindenallee

## Wirtschaft und Infrastruktur
Ein wichtiger Einzelhandelsstandort ist das Multicenter in Vogelsdorf. Unter anderen sind hier Filialen von Möbel Höffner, Hornbach, Kaufland und Aldi Nord sowie Rossmann ansässig. Als gesonderter Wirtschaftsfaktor haben sich die beiden Seniorenheime in Fredersdorf entwickelt. Der „Katharinenhof am Dorfanger“ ist ein Heim für demente Personen und besitzt eines von fünf Gütesiegeln in Deutschland für diese besondere Pflege.
Verkehr

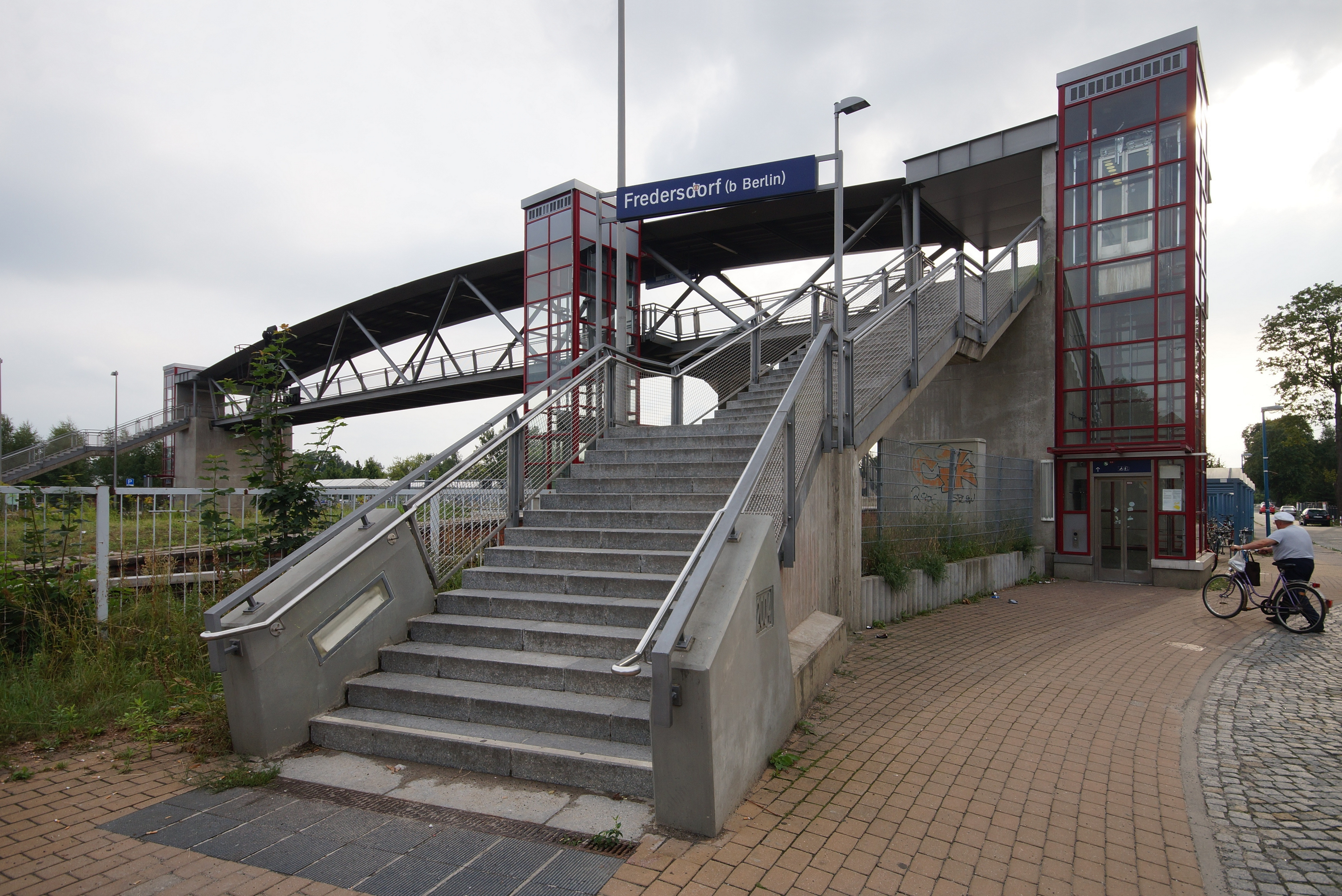
Bahnhof Fredersdorf (b Berlin) mit Fußgängerbrücke, die Fredersdorf Nord und Fredersdorf Süd verbindet

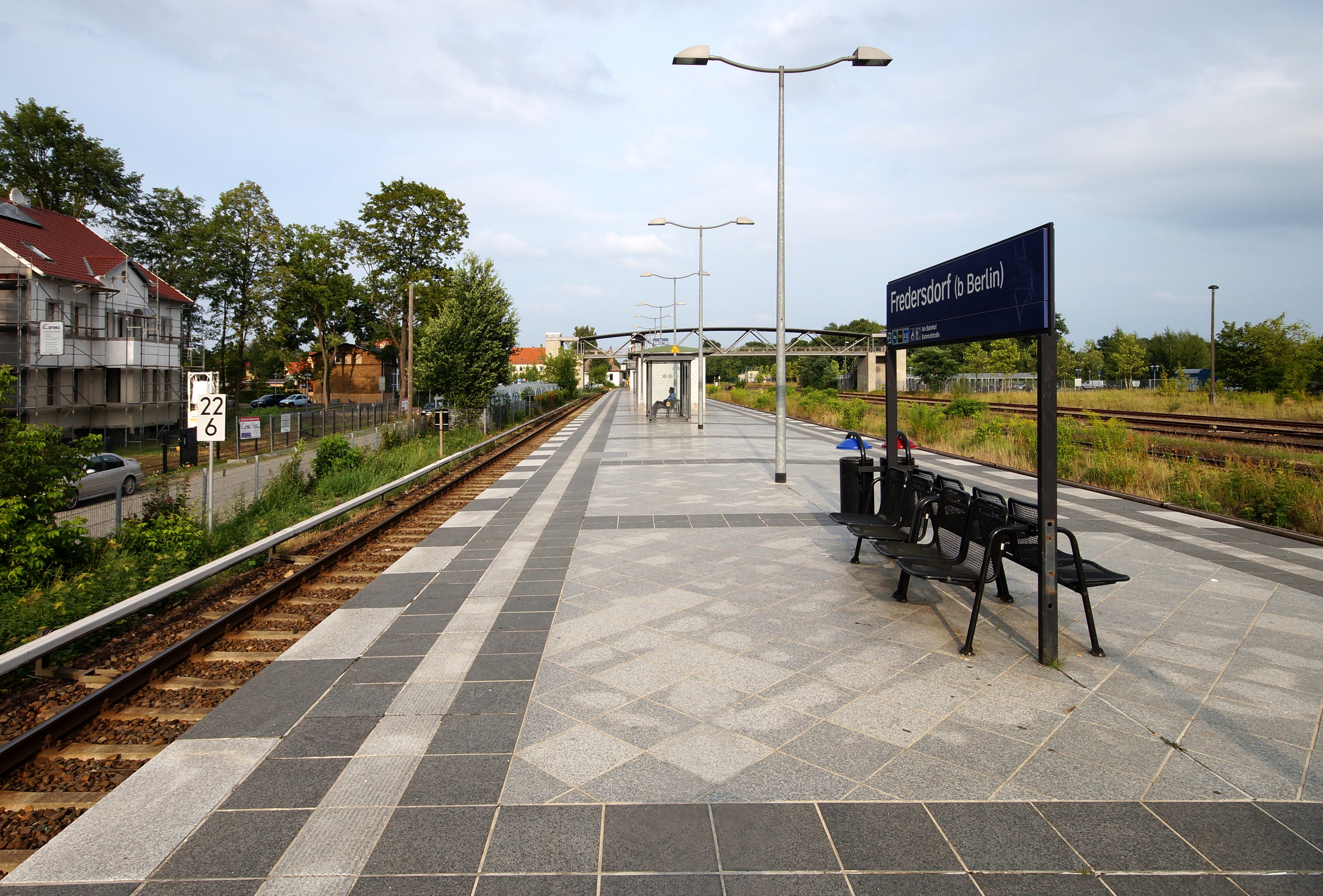
Bahnsteig des Bahnhofs Fredersdorf (b Berlin)

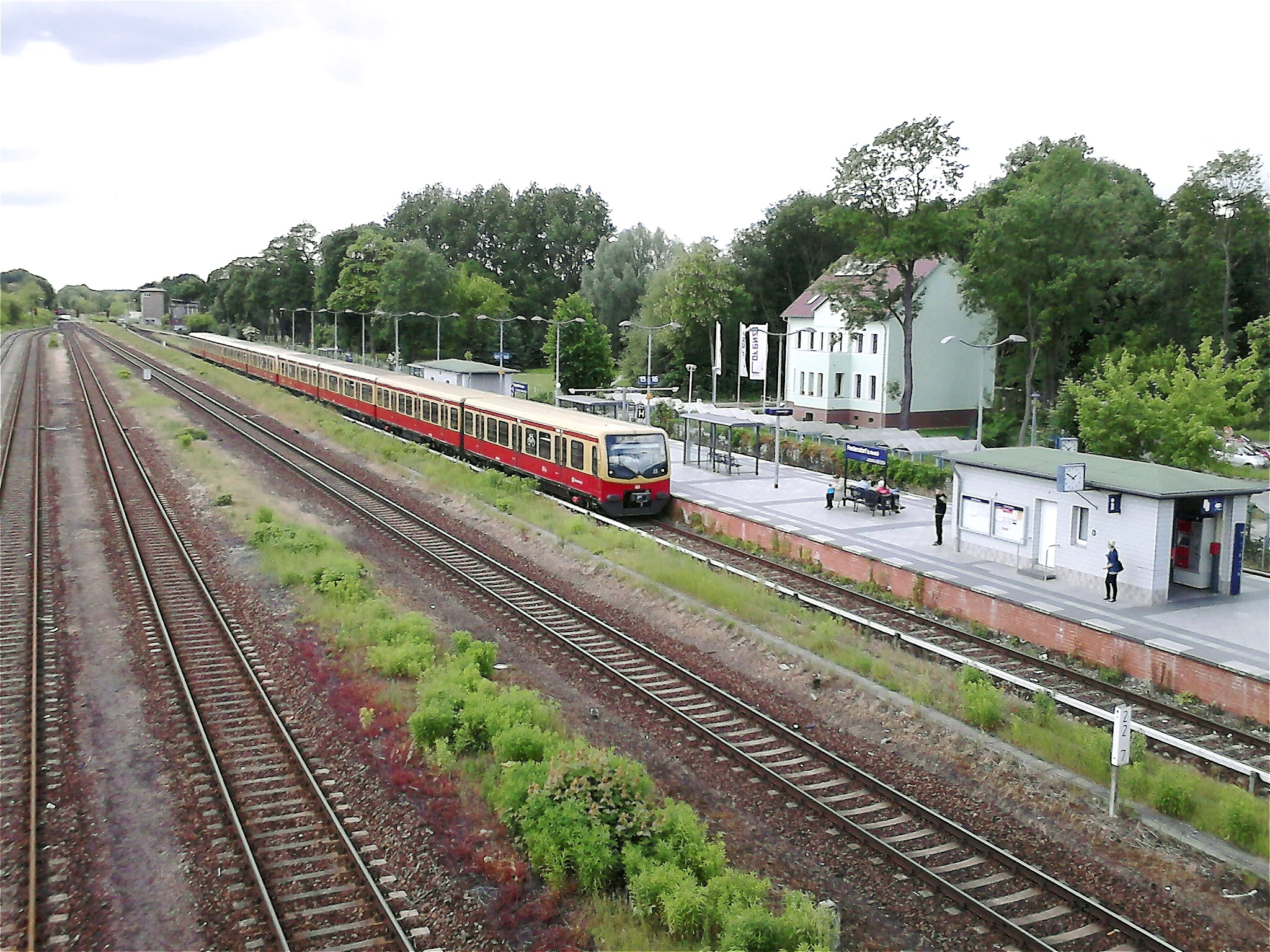
S-Bahn in Fredersdorf (b Berlin)

Die auf gemeinsamer Trasse geführten Bundesstraßen B 1 / B 5 verbinden Fredersdorf-Vogelsdorf nach Osten mit Küstrin in Polen und Frankfurt (Oder), nach Westen mit Berlin. Die Landesstraße L 30 zwischen Altlandsberg und Rüdersdorf durchquert das Gemeindegebiet in Nord-Süd-Richtung. Die Autobahnanschlussstelle Berlin-Hellersdorf der A 10 (östlicher Berliner Ring) befindet sich etwa vier Kilometer südwestlich des Ortszentrums.
Der Bahnhof Fredersdorf (b Berlin) an der Preußischen Ostbahn wird von der Linie S5 der Berliner S-Bahn von Berlin Westkreuz nach Strausberg Nord bedient. Auf der Bahnstrecke Fredersdorf–Rüdersdorf, die hier abzweigte, ist der Personenverkehr seit 1965 eingestellt.
Der Ortsteil Vogelsdorf wird durch die Buslinie 951 der mobus Märkisch-Oderland Bus GmbH erschlossen.

## Persönlichkeiten
- Joachim Ernst von Görtzke (1611–1682), kurbrandenburgischer Generalleutnant, Besitzer von Fredersdorf[17]
- Heinrich Graf von Podewils (1696–1760), königlich-preußischer Minister, Besitzer von Fredersdorf[18]
- Jean Balthasar Henry (1764–1813), preußischer Politiker, Besitzer von Fredersdorf[17]
- Carl Gottlob Bohm (1810 oder 1811–1883), Unternehmer in Fredersdorf
- Adolph Hoffmann (1858–1930), sozialdemokratischer Politiker, Mitbegründer der USPD, wohnte in Vogelsdorf[17]
- Herbert Behrens-Hangeler (1898–1981), Maler und Grafiker, in Fredersdorf gestorben
- Otto Winzer (1902–1975), Minister für Auswärtige Angelegenheiten der DDR, verbrachte seine Kindheit in Fredersdorf[17]
- Manfred Kliem (1934–2013), Ortschronist[19]
- Hans Weber (1937–1987), Schriftsteller, lebte in Fredersdorf[20]